# Jede Nacht in einem anderen Bett
Jede Nacht in einem anderen Bett ist ein deutscher Spielfilm in Farbe aus dem Jahr 1956. Regie führte Paul Verhoeven. Die Hauptrollen waren mit Gerhard Riedmann, Harald Juhnke und Waltraut Haas besetzt. Das Drehbuch verfassten Eckart Hachfeld und Iwa Wanja. Es beruht auf dem gleichnamigen Roman von Hans Gustl Kernmayr. In der Bundesrepublik Deutschland kam der Streifen das erste Mal am 31. Januar 1957 in die Kinos. 

## Handlung
Borro Müller arbeitet als Handelsvertreter für das Stuttgarter Verlagshaus „Für Jung und Alt“. Sein Beruf bringt es mit sich, dass er jeden Tag in einer anderen Stadt und demzufolge auch jede Nacht in einem anderen Bett übernachten muss. Geschäftlich besonders erfolgreich ist er bei der Weiblichkeit, weil er auf Frauen eine unwiderstehliche Wirkung ausübt. Eines Tages begegnet er Maria Kraemer und verliebt sich gleich in sie. Die ist seine neue Chefin, was Borro aber (noch) nicht weiß. Maria Kraemer ist durch eine Erbschaft in den Besitz des Verlages gekommen. Auch sie ahnt nicht, dass sie – ausgelöst durch einen Beschwerdebrief – ausgerechnet ihrem sympathischen neuen Bekannten gekündigt hat. Dies wird ihr erst bewusst, als er ihr – diesmal in Heidelberg – erneut über den Weg läuft. Schon ist sie drauf und dran, Borro um Verzeihung zu bitten, da kreuzt dessen frühere Freundin, die Barsängerin Melitta Cordi, auf. Wütend lässt Maria Borro stehen und sucht das Weite. Der enttäuschte Borro wendet sich an seinen Freund Hans von Meier und klagt ihm sein Leid. Hans ist ebenfalls Handlungsreisender, allerdings in Damenwäsche, und sehr schüchtern. In letzter Zeit hat sich jedoch sein Verhältnis zu Frauen etwas entspannt. Schuld daran ist die temperamentvolle Prinzessin Reni von Wiesenberg, eine verarmte adlige Studentin, auf die er ein Auge geworfen hat. Auch sie scheint nicht abgeneigt zu sein, mit Hans einmal die Ehe einzugehen.
Es dauert nicht lange, da trifft auch Borro mit der Prinzessin zusammen. Dabei erfährt er, dass sie im Stuttgarter Verlag zu seiner Nachfolgerin bestimmt worden ist. Nun soll er sie auch noch einarbeiten! Damit hat er keine Probleme, zumal die Neue eine Augenweide ist. Weniger begeistert zeigt sich Hans. Mit einem Trick gelingt es ihm, dass sein Freund unverzüglich in einen neuen Bezirk versetzt wird. Dies hält den aber nicht davon ab, weiterhin seinen alten Kundenkreis zu betreuen, jetzt halt in Begleitung von Reni.
Weil Hans sich davor scheut, den alten Wiesenberg um Renis Hand zu bitten, entschließt sich Borro, dies für seinen Freund zu tun. Damit beginnt eine Reihe von Verwechslungen und Missverständnissen, bis sich am Ende alle Stricke lösen und zwei glückliche Paare – Borro und Maria sowie Hans und Reni – auf Hochzeitsreise gehen.

## Produktionsnotizen
Die Filmmusik und die in dem Streifen gesungenen Lieder
- Bei Nacht träum ich von Zärtlichkeit,
- Mister Rock und Mister Roll, sowie die Titelmelodie
- Jede Nacht in einem anderen Bett

komponierte Norbert Schultze. Günther Schwenn steuerte die Texte bei. Oskar Pischinger und Herta Hareiter schufen die Filmbauten, Trude Ulrich die Kostüme. Die Außenaufnahmen entstanden in Mannheim und in Rothenburg ob der Tauber, die Atelieraufnahmen in Berlin.

## Kritik
Das Lexikon des internationalen Films kommt zu dem Schluss, der Streifen schildere „heitere Alltagserlebnisse“, die „mit Ironie in Szene gesetzt“ seien.

## Quelle
- Programm zum Film: Illustrierte Film-Bühne, Vereinigte Verlagsgesellschaften Franke & Co. KG, München, Nr. 3615